# Xi AVANT
『Xi AVANT』（クロッシィ・アバン）は、2011年4月9日に公開された神山健治監督のアニメーション短編映画。攻殻機動隊 S.A.C. SOLID STATE SOCIETY 3Dの同時上映短編3Dアニメーション作品。
神山健治監督作品である『攻殻機動隊 S.A.C. SOLID STATE SOCIETY 3D』および『東のエデン』のメインスタッフにより制作されている。東日本大震災の影響で予定より遅れて同時上映が開始された。

## ストーリー
NTTドコモの次世代通信サービス「Xi携帯」が普及した近未来。篁カオルは、「ある男を探せ」という指令を受け、Xi携帯の情報を頼りにスペインのバルセロナへと向かう。

## 登場人物
篁 カオル（たかむら カオル）
声：神谷浩史
外務省のノンキャリア官僚。26歳。
謎の少女
声：早見沙織
サクラダファミリアに謎のマークを残す。篁と同じく、Xi携帯を所持。
茜（あかね）
声：植田佳奈
篁の恋人。
タスク
声：玉川砂記子
Xi携帯のAIコンシェルジュ。

## スタッフ
- 原作・脚本・監督：神山健治
- キャラクター原案：羽海野チカ、森川聡子
- キャラクターデザイン：佐々木敦子
- メカニックデザイン：常木志伸
- レイアウト：古川尚哉
- 作画監督：中村悟
- 美術監督：竹田悠介
- 美術設定：田中直哉
- 3DCGI監督：塚本倫基
- 音楽：川井憲次
- プロデューサー：石井朋彦
- クリエイティブ・ディレクター：古田彰一
- 製作：NTTドコモ
- 制作：Production I.G